# Шано Кирсон
Шано Кирсон (фр. Chanos-Curson) насеље је и општина у источној Француској у региону Рона-Алпи, у департману Дром која припада префектури Валанс.
По подацима из 2011. године у општини је живело 1088 становника, а густина насељености је износила 133,01 становника/km². Општина се простире на површини од 8,18 km². Налази се на средњој надморској висини од 154 метара (максималној 273 m, а минималној 142 m).

## Демографија
| 1962. | 1968. | 1975. | 1982. | 1990. | 1999. | 2011. |
| ----- | ----- | ----- | ----- | ----- | ----- | ----- |
| 596   | 624   | 641   | 722   | 773   | 944   | 1.088 |

График промене броја становника у току последњих година